# 団まりな
団 まりな（だん まりな、1940年（昭和15年）7月22日 - 2014年（平成26年）3月13日）は、日本の生物学者。
東京都生まれ。ともに生物学者である團勝磨と團ジーン夫妻の娘。本姓・惣川。1963年東京都立大学理学部生物学科卒業。1963年京都大学大学院理学研究科動物学専攻修士課程入学、1969年同博士課程修了、1970年「微量電気泳動法の新技術」で理学博士。1970年大阪市立大学理学部助手。のちに、講師、助教授を経て、教授。退官後、階層生物学研究ラボ責任研究者。専攻は発生生物学、理論生物学、進化生物学。

## 著書
- 『動物の系統と個体発生』東京大学出版会、1987年
- 『生物の複雑さを読む 階層性の生物学』平凡社・自然叢書、1996年
- 『生物のからだはどう複雑化したか（ゲノムから進化を考える 3）』岩波書店、1997年
- 『性のお話をしましょう 死の危機に瀕して、それは始まった』（魂の本性）哲学書房、2005年 「性と進化の秘密 思考する細胞たち」角川ソフィア文庫
- 『細胞の意思 〈自発性の源〉を見つめる』NHKブックス、2008年

### 共著
- 『目でみる生物学』石原勝敏、浅尾哲朗、山口征矢、弥益恭共著 培風館、1987年

### 翻訳
- G.G.ルース『ボディ・タイム ヒトであることを忘れた現代人』思索社、1972年
- キャロリン・マーチャント『自然の死 科学革命と女・エコロジー』垂水雄二、樋口祐子共訳 工作舎、1985年
- G.G.ルース『生理時計』思索社、1991年

## 参考
- ISBN 978-4-14-091116-7
- 団まりなさん死去 読売新聞